# Archie Hamilton (polityk)
Archibald Gavin Hamilton (ur. 30 grudnia 1941), brytyjski arystokrata i polityk, młodszy syn Johna Hamiltona, 3. barona Hamilton of Dalzell i Rosemary Coke, córki majora Johna Coke'a, młodszy brat 4. barona Hamilton of Dalzell.
W życiu politycznym związany jest z Partią Konserwatywną. Z jej ramienia zasiadał w latach 1978–2001 w Izbie Gmin jako reprezentant okręgu Epsom and Ewell. 
W latach 1986–1993 był urzędnikiem niższej rangi w Ministerstwie Obrony. 
W latach 1997–2001 przewodniczył Komitetowi 1922 (komitet ten zrzesza szeregowych deputowanych Partii Konserwatywnej, tzw. backbenchers, w odróżnieniu od jej liderów, tzw. frontbenchers). Jest również członkiem Conservative Monday Club, a w 1966 r. został przewodniczącym Grupy Studiów Obronnych w tym klubie.
17 czerwca 2005 r. otrzymał dożywotni tytuł parowski barona Hamilton of Epsom i zasiadł w Izbie Lordów. Jest również członkiem Tajnej Rady.
W 1967 r. poślubił Anne Catherine Napier i ma z nią trzy córki: Laurę, Ionę i Alice.